# Jürgen Sparwasser
Jürgen Sparwasser (* 4. Juni 1948 in Halberstadt) ist ein ehemaliger deutscher Fußballspieler und -trainer, der in der DDR-Oberliga, der höchsten Spielklasse des DDR-Fußballverbandes, aktiv war. Dort spielte er für den 1. FC Magdeburg, mit dem er dreimal Meister, viermal DDR-Pokalsieger und 1974 Europapokalsieger wurde. Für die Nationalmannschaft der DDR spielte Sparwasser 53-mal und schoss 15 Tore, darunter während der Fußballweltmeisterschaft 1974 das Siegtor der DDR-Auswahl im einzigen Spiel gegen die bundesdeutsche Nationalmannschaft. Im Jahr 1988 flüchtete er aus der DDR.

## Aktive Laufbahn
Sparwasser begann seine fußballerische Laufbahn unter seinem Vater als Trainer bei der BSG Lok Halberstadt, die ihn 1963 zum regionalen Fußballschwerpunkt SC Aufbau Magdeburg delegierte. Dort spielte er zunächst in der Juniorenmannschaft, in der er für die DDR-Juniorennationalmannschaft entdeckt wurde. Am 7. Oktober 1964 bestritt er sein erstes Juniorenländerspiel in der Begegnung DDR – Bulgarien und schoss das 1:0-Siegtor. 1965 gewann er mit der Juniorenauswahl das UEFA-Juniorenturnier, der inoffiziellen Europameisterschaft, mit einem 3:2-Sieg über England, bei dem er das 1:0 erzielt hatte. In seinen insgesamt 19 Juniorenländerspielen bis 1969 schoss er sieben Tore. Nahtlos schlossen sich zwischen 1966 und 1972 sieben Nachwuchsländerspiele an, in denen er zu drei Treffern kam.
Noch vor seinem 18. Geburtstag kam Sparwasser am 26. Februar 1966 zu seinem ersten Einsatz in der DDR-Oberliga. Am 16. Spieltag der Saison 1965/66 wurde er beim 1:0 beim FC Hansa Rostock als linker Halbstürmer eingesetzt. Bis zum Saisonende wurde er noch in weiteren fünf Oberligapunktspielen der Magdeburger aufgeboten, die inzwischen als 1. FC Magdeburg antraten. Sein erstes Oberligator erzielte er beim Spiel Rot-Weiß Erfurt – FCM (2:1) am 12. März 1966. Zum Saisonende stand Magdeburg als Absteiger fest, so dass Sparwasser in der Spielzeit 1966/67 in der zweitklassigen DDR-Liga spielen musste. Mit seinen 22 Toren, mit denen der 1,80 Meter große Stürmer zum Torschützenkönig der Nordstaffel wurde, trug er entscheidend zum sofortigen Wiederaufstieg bei. In der neuen Oberligasaison 1967/68 war er mit neun Treffern erneut bester Schütze seiner Mannschaft. Dies wiederholte sich auch in den folgenden drei Jahren.
Am 22. Juni 1969 wurde Sparwasser zum ersten Mal in der A-Nationalmannschaft eingesetzt. Im Spiel der DDR gegen Chile (0:1) wurde er auf der linken Sturmseite aufgeboten. Trotz seiner konstanten Leistungen in der Oberliga wurde Sparwasser nie Stammspieler in der DDR-Auswahl. Andererseits entpuppte er sich als zuverlässiger Turnierspieler. Sowohl beim olympischen Fußballturnier 1972 als auch bei der Weltmeisterschaftsendrunde 1974 bestritt er sämtliche Spiele. Mit der Olympiaauswahl, für die er zwischen 1968 und 1975 elf Länderspiele bestritt, gewann er 1972 die Bronzemedaille. Bei der Fußballweltmeisterschaft 1974 war er im Hamburger Volksparkstadion in der 77. Spielminute der 1:0-Siegesschütze im Vorrundenspiel DDR – Bundesrepublik und wurde damit zum Volkshelden im ostdeutschen Staat.

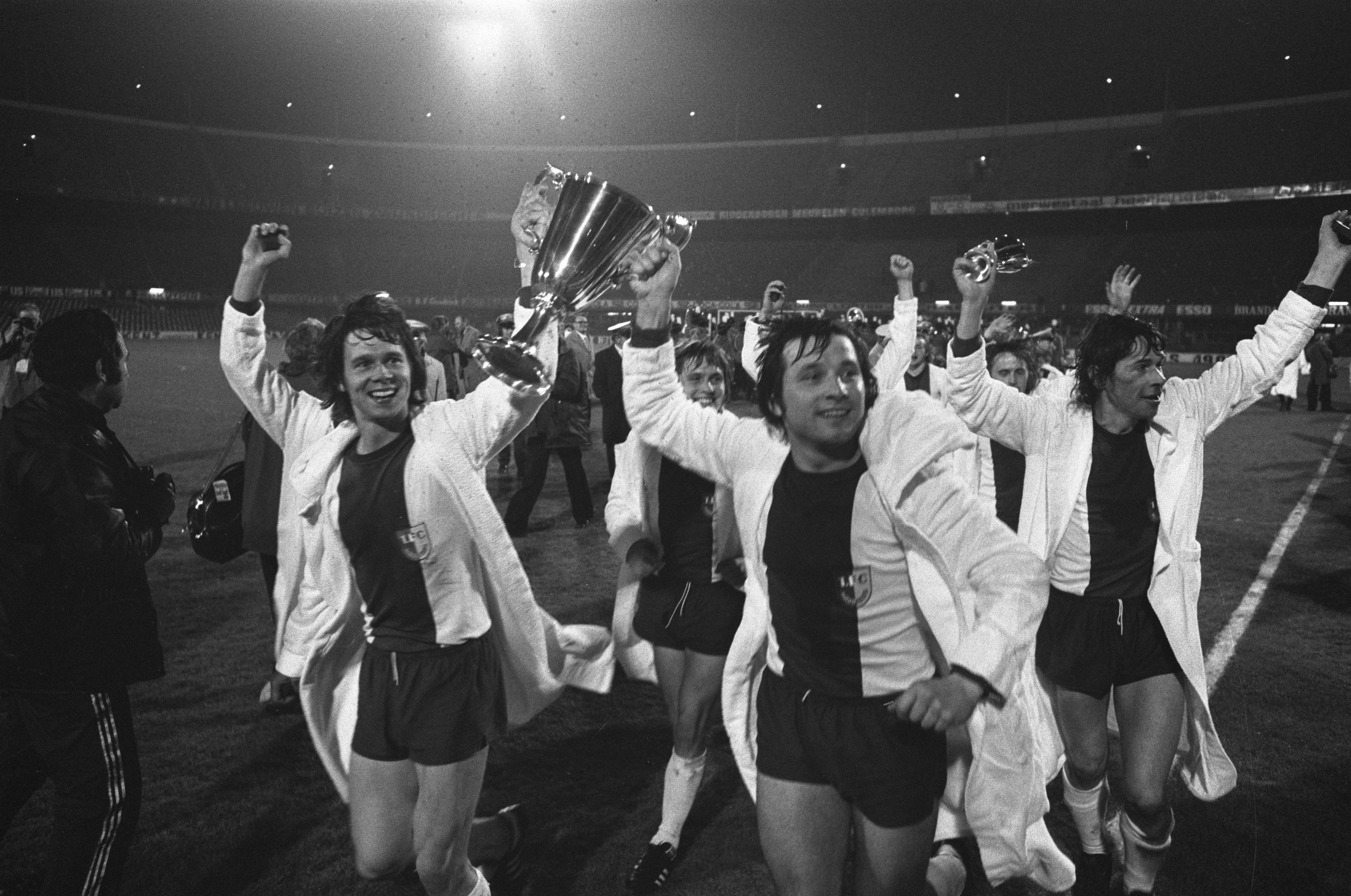
Jürgen Sparwasser (links) und seine Teamkollegen nach dem Gewinn des Europapokal der Pokalsieger 1973/74

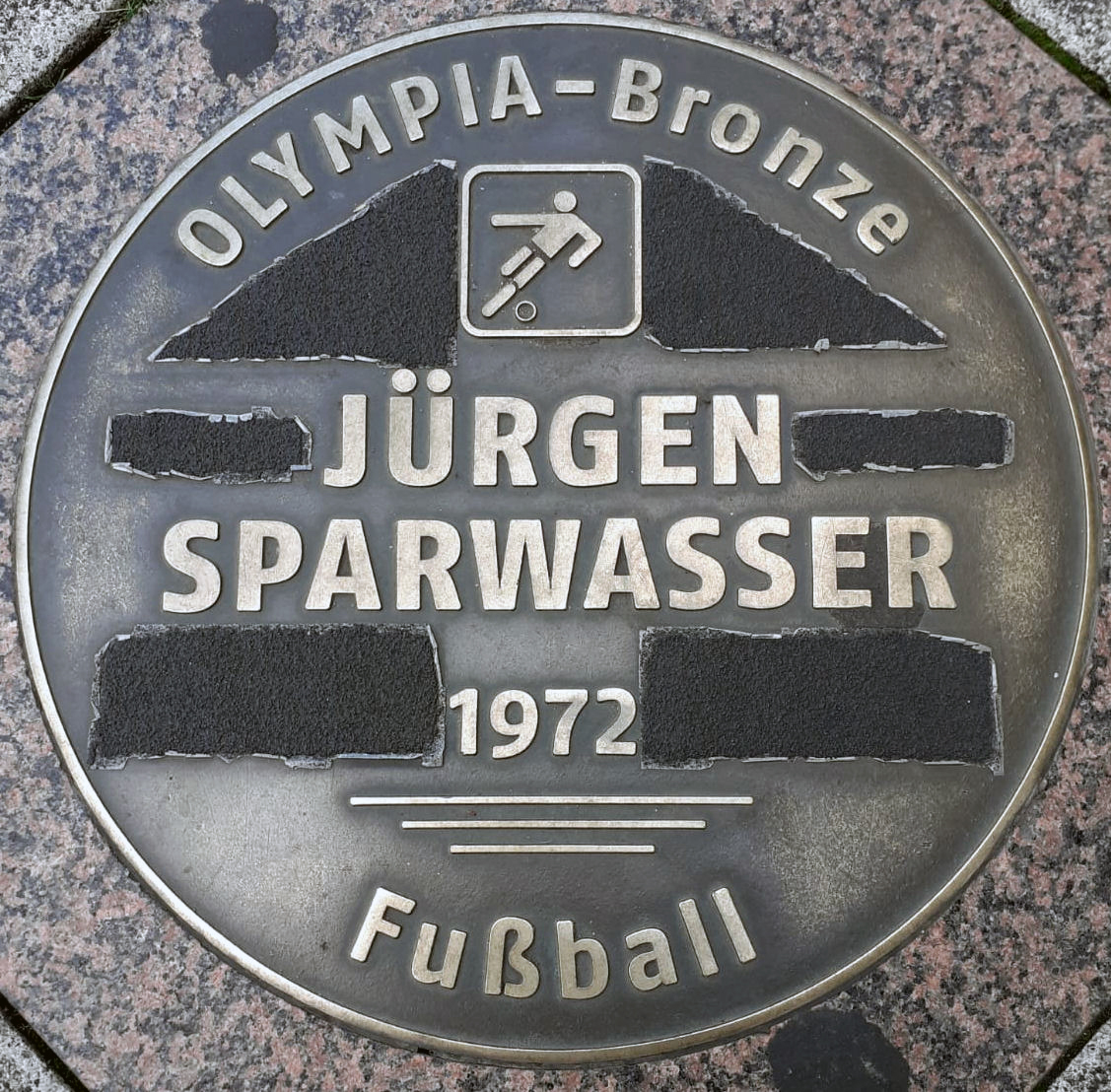
Sports Walk of Fame in Magdeburg

Mit dem 1. FC Magdeburg war Sparwasser inzwischen zweimal Oberliga-Meister (1972 und 1974) und zweimal DDR-Pokalsieger (1969 und 1973) geworden. Bereits vor der Weltmeisterschaft hatte er mit dem Gewinn des Europapokals der Pokalsieger am 8. Mai 1974 durch einen 2:0-Sieg über den AC Mailand den größten Erfolg seiner Fußballlaufbahn errungen. In den Spielzeiten 1973/74 und 1975/76 wurde Sparwasser erneut bester Torschütze der Magdeburger, dazwischen holte er sich 1975 seinen dritten DDR-Meister-Titel. Ab 1976 bildete er mit Streich und Hoffmann den Paradesturm des FCM und wurde 1978 und 1979 zum dritten und vierten Mal DDR-Pokalsieger. Die Saison 1978/79 war Sparwassers letzte in der Oberliga, denn wegen eines Hüftleidens musste er 31-jährig den Leistungssport beenden. Damit hatte er für den 1. FC Magdeburg 271 Oberligaspiele mit 111 Toren, 27 DDR-Ligaspiele (22 Tore), 49 nationale Pokalspiele (20 Tore) und 40 Europapokalspiele (20 Tore) bestritten. Nur 15 Fußballer trafen in der Geschichte der höchsten Spielklasse des DDR-Fußballs häufiger ins Netz.
Am 16. November 1977 hatte er zum letzten Mal in der Nationalmannschaft beim WM-Qualifikationsspiel Türkei gegen die DDR (1:2) gespielt. Es war sein 53. – bzw. nach FIFA-Lesart sein 49. – A-Länderspiel. Mit 15 bzw. 14 Treffen geht er in die ostdeutsche Länderspielstatistik ein.

## Weiterer Werdegang
Während seiner aktiven Zeit hatte Sparwasser ein Ingenieurstudium als Maschinenbauer absolviert und 1980 eine Ausbildung zum Sportlehrer abgeschlossen. Der 1. FC Magdeburg stellte den Sportlehrer als Assistenztrainer an, mehrfache Angebote, den Cheftrainerposten zu übernehmen, lehnte Sparwasser ab, da er das damit verbundene politische Engagement vermeiden wollte. Stattdessen wurde er Wissenschaftlicher Assistent an der Pädagogischen Hochschule Magdeburg. Erst 1973, und somit kurz vor der Fußball-WM, war Sparwasser in die DDR-Staatspartei SED eingetreten. Als seine Tochter aufgrund politischer Repressionen einen Ausreiseantrag stellte, wurde auch Sparwassers berufliche Stellung gefährdet. Daher entschloss er sich zur Flucht in die Bundesrepublik. Anlässlich eines Spiels der Altherrenmannschaft des 1. FC Magdeburg in Saarbrücken gelang ihm dieses Vorhaben am 10. Januar 1988. Seine Frau weilte zur gleichen Zeit auf Verwandtenbesuch in der Bundesrepublik. Sparwasser setzte sich von der Magdeburger Mannschaft ab, der Delegationsleiter meldete ihn als vermisst, im Hotel hatte Sparwasser einen Brief hinterlassen, in dem er mitteilte, in Westdeutschland bleiben zu wollen. Der DDR-Nachrichtendienst ADN meldete: „Die Anwesenheit einer Altherrenmannschaft des 1. FC Magdeburg in Saarbrücken benutzten sportfeindliche Kräfte zur Abwerbung von Jürgen Sparwasser, der seine Mannschaft verriet.“
In der Bundesrepublik arbeitete Sparwasser zunächst auch wieder als Trainer, von 1988 bis 1990 als Co-Trainer beim Bundesligisten Eintracht Frankfurt unter Karl-Heinz Feldkamp, danach bis zu seiner Entlassung im November 1991 in seinem einzigen Engagement als Chef-Trainer im Profifußball beim Zweitligisten SV Darmstadt 98, der in der Saison 1990/91 den 17. Platz belegte und nur wegen des Lizenzentzugs von Rot-Weiss Essen nicht abstieg. Ab Dezember 1994 trainierte er den durch Einführung der Fußball-Regionalliga seit 1994 viertklassigen Hessischen Oberligisten Rot-Weiß Walldorf als Nachfolger von Timo Zahnleiter bzw. Jochen Rebsch, konnte den Abstieg in die Landesliga Hessen als Tabellenletzte von 16 Mannschaften jedoch nicht verhindern. Für die Landesliga Süd musste eine völlig neue Mannschaft aufgebaut werden, die am Ende der Saison 1995/96 als 16. von 17 Mannschaften mit zehn Punkten Rückstand auf den 14. Platz den Abstieg in die sechstklassige Bezirksoberliga hinnehmen musste.
Danach arbeitete er bei einer Versicherung im Bereich Sportmarketing. 1997 wurde Sparwasser Präsident der Vereinigung der Vertragsfußballspieler (VdV). Dieses Amt übte er bis 1999 aus und betätigte sich später als Spielerberater.

## Trivia
2003 ersteigerte ein Krefelder Unternehmer Sparwassers Trikot mit der Nr. 14, das dieser 1974 im Spiel gegen die DFB-Auswahl getragen hatte, und überließ es dem Bonner Haus der Geschichte, in dem es seither ausgestellt ist.
In Italien wurde im November 2015 im Stadtteil Pigneto in Rom ein Musiklokal namens „Sparwasser“ eröffnet.

## Erfolge
- DDR-Meister: 1972, 1974, 1975
- DDR-Pokalsieger: 1969, 1973, 1978, 1979
- Gewinn des Europapokals der Pokalsieger: 1974
- Bronzemedaille bei den Olympischen Spielen: 1972
- Teilnahme an der Fußball-Weltmeisterschaft: 1974
- Sieger beim UEFA-Jugendturnier: 1965